# Dendrolycosa stauntoni
Dendrolycosa stauntoni là một loài nhện trong họ Pisauridae.
Loài này thuộc chi Dendrolycosa. Dendrolycosa stauntoni được Mary Agard Pocock miêu tả năm 1900.